# Steve Hodge
Stephen Brian Hodge (født 25. oktober 1962) er en engelsk tidligere fodboldspiller og -træner, der i sin 18-årige lange karriere spillede i klubber som Nottingham Forest, Tottenham Hotspur og Aston Villa.
Han spillede i hans karriere 24 kampe for England. Han deltog desuden ved VM i fodbold 1986 i Mexico og VM i fodbold 1990.